# Le Penseur sur scène
Le Penseur sur scène. Le Matérialisme de Nietzsche (Der Denker auf der Bühne. Nietzsches Materialismus) est un ouvrage du philosophe allemand Peter Sloterdijk paru en 1986 chez Suhrkamp Verlag et traduit en français en 1990 chez Christian Bourgois éditeur par Hans Hildenbrand.
Cet essai, principalement consacré à La Naissance de la tragédie (1872) de Friedrich Nietzsche, est présenté par son auteur comme un écrit de circonstance. Il s'agit d'une réflexion sur le concept d'Aufklärung et sur le drame à la lumière de la pensée nietzschéenne et du cynisme (qui renoue avec l'ouvrage précédent de Sloterdijk, Critique de la raison cynique) 

## Édition française
- Le Penseur sur scène. Le Matérialisme de Nietzsche, Paris, Chrisitan Bourgois Éditeur, 1990.
  - rééd. 2000.  (ISBN 2-267-00730-4)

### Table des matières
- Avertissement
- I. - Littérature centauresque
- II. - Philologie de l'existence. Dramaturgie des forces
- III. - Cave canem ou : Attention - vérité terrible
- IV. - Dionysos rencontre Diogène ou : les ouvertures de l'esprit incarné
- V. - La douleur et la justice

## Voir aussi

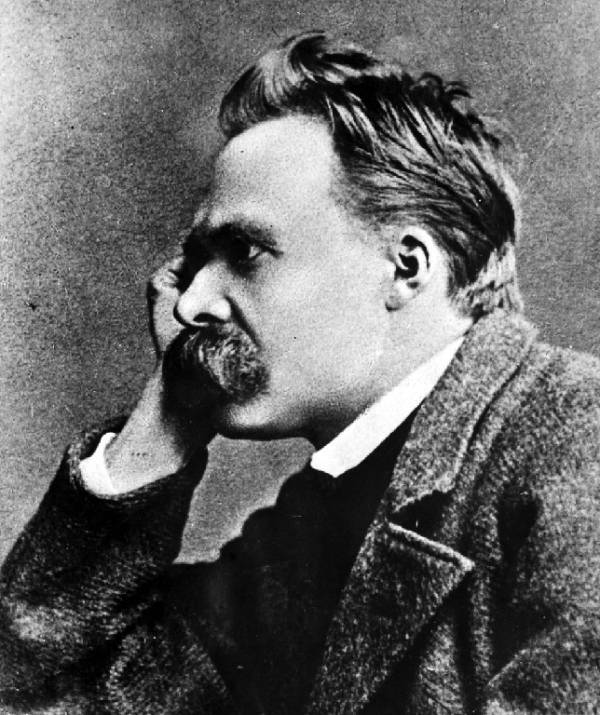
Friedrich Nietzsche